# Изабел Овчарова
Изабел Изидорова Овчарова, известна още като Изи, е българска писателка, създателка на съдържание, инфлуенсър и влогър.

## Биография
Изабел е родена на 22 юни 2000 г. в град Шумен, България. През 2017 г. стартира своя YouTube канал Izabel, в който качва скечове и събира 100 000 абоната за 1 година. През 2018 г. прави втори неин канал, в който споделя части от ежедневието си Izabel Vlogs. 
От 2019 г. пише, като сред нейните книги са заглавията „Щастливей“, „Причината“, „Прочети, когато...“, „Розов изгрев след дъждовна нощ“, „Винаги има и още...“,„Слънчеви лъчи в мрака“ и „Спомени със вкус“. През 2020 г. от печат излиза и създаден по нейна идея дневен планер – „ОрганИЗИрай се!“. През 2021 г. създава своите опознавателните карти „Попитай и отговори“, които имат и англоезична версия, като през 2022 г. излиза и вторият им вариант.
През 2022 г. тя създава бранда си „Вълнение“, който включва авторски предизвикателства, книги, както и свещи.
През 2024 г. е част от звездния отбор на Hell's Kitchen България и завършва на 4-то място.

### Награди
Изабел Овчарова е носителка на „Национална детска Вазова награда за литература“ (2019 г.) за книгата си „Щастливей“.
През 2021 г. зрителите на Българска национална телевизия избират Изабел Овчарова за победител в категория „Най-обичан български инфлуенсър“ на проекта „Любимците на България“.
През 2021 г. създава авторски подкаст, а всеки публикуван епизод е заемал първо място в българските класации.
През 2024 г. Изабел става носителка на Националната награда „Бисерче вълшебно“.
Отново през 2024 г. Изабел печели „Награда за полет в изкуството“ Стоян Камбарев в категория Литература.

## Произведения
- „Щастливей“ (2019) ISBN 9789542722748
- „ОрганИЗИрай се!“ (2019) ISBN 9789542723615
- „Причината“ (2020) ISBN 9786192460181
- „Прочети, когато...“ (2020) ISBN 9786192460440
- „Розов изгрев след дъждовна нощ“ (2021) ISBN 9786192460624
- „Винаги има и още...“ (2022) ISBN 9786192460877
- „Слънчеви лъчи в мрака“ (2023) ISBN 9789542844761
- „Спомени с вкус“ (2024)
- ,,Розов изгрев след дъждовна нощ''(2025)-преиздана